# Ancoraimes (gemeente)
Ancoraimes is een gemeente (municipio) in de Boliviaanse provincie Omasuyos in het departement La Paz. De gemeente telt naar schatting 12.980 inwoners (2018). De hoofdplaats is Ancoraimes.